# Sella turcica
La sella turcica o sella turca costituisce la faccia superiore del corpo dell'osso sfenoide, un osso impari e mediano del neurocranio.
Di forma concava, la sella turcica presenta sul proprio fondo la fossetta ipofisaria, un recesso che accoglie l'ipofisi, importante ghiandola endocrina.
Anteriormente, la sella è delimitata da un rilievo arrotondato detto tubercolo della sella, davanti al quale si trova il solco del chiasma ottico, che accoglie l'omonima struttura nervosa. Il solco si prolunga lateralmente fino ai fori ottici, punti di passaggio dei nervi ottici e delle arterie oftalmiche.
Il margine posteriore della sella turcica è segnato dalla lamina quadrilatera o dorso della sella, un rilievo di forma quadrangolare il cui margine libero termina lateralmente con i processi clinoidei posteriori e che prosegue posteriormente unendosi alla base dell'occipitale formando il clivo.